# Mohamed Ali Yacoubi
Mohamed Ali Yacoubi (Qayrawan, 5 ottobre 1990) è un calciatore tunisino, difensore del La Marsa e della nazionale tunisina.

## Carriera

### Club
Dopo aver militato per anni nel campionato tunisino con Lairouan, Club Africain (tre anni) ed Espérance (quattro anni), nel 2016 fu ingaggiato dai turchi del Çaykur Rizespor, dove rimase una sola stagione prima di passare ai sauditi dell'Al-Fateh. Il 31 gennaio 2018 fu ingaggiato dai francesi del Quevilly-Rouen. Nel 2018 è tornato all'Espérance, con cui ha vinto, tra l'altro, la CAF Champions League 2018.

### Nazionale
Ha esordito in nazionale nel 2014. Ha partecipato a due edizioni della Coppa d'Africa.

## Palmarès

### Club

#### Competizioni nazionali
- Campionato tunisino: 4

Espérance: 2018-2019, 2019-2020, 2020-2021, 2021-2022
- Supercoppa di Tunisia: 3

Espérance: 2019, 2020, 2021

#### Competizioni internazionali
- CAF Champions League: 1

Espérance: 2018, 2018-2019